# Bryum callistomum
Bryum callistomum är en bladmossart som beskrevs av Philibert 1885. Bryum callistomum ingår i släktet bryummossor, och familjen Bryaceae. Inga underarter finns listade i Catalogue of Life.